# William Tubman
William Vacanarat Shadrach Tubman (ur. 29 listopada 1895 w Harper, zm. 23 lipca 1971 w Londynie) – liberyjski polityk i prawnik. Sędzia Sądu Najwyższego (1937-1943) i prezydent kraju (1944-1971).

## Prezydentura
W czasie II wojny światowej (udział po stronie aliantów w 1944) i po wojnie (1959) zawarto kilka układów wojskowych z USA, na podstawie których uzyskały one prawo do użytkowania lotniska w Robertsfield i portu w Monrovii. Tubman prowadził liberalną politykę przyciągania obcego kapitału, co spowodowało zainstalowanie się w Liberii ponad 50 towarzystw zagranicznych i zmniejszenia roli dóbr amerykańskich. Nastąpił wzrost gospodarczy i modernizacja państwa, jednak poziom życia podniósł się w niewielkim stopniu, ponieważ zyski wywożono za granicę albo przechwytywała je miejscowa elita amerykanoliberyjska. Tubman proklamował również działania znoszące nierówności między potomkami osadników a rdzenną ludnością. Ta druga uzyskała w 1945 reprezentację w parlamencie, a w 1947 prawa wyborcze (z ograniczonym cenzusem majątkowym) i dostęp do służby państwowej. W 1955 kraj dołączył do ONZ.